# Storena fasciata
Storena fasciata är en spindelart som beskrevs av Kulczynski 1911. Storena fasciata ingår i släktet Storena och familjen Zodariidae. Inga underarter finns listade i Catalogue of Life.